# Sierra McCormick
Sierra McCormick (Asheville, Carolina del Norte; 28 de octubre de 1997) es una actriz estadounidense más conocida por su papel de Olive Doyle en la serie original de Disney Channel A.N.T. Farm, también por interpretar a "Connie Thompson (Pesada Connie)" en la serie de Disney Jessie; y su participación en el programa de juego Are You Smarter Than a 5th Grader?

## Carrera
Se mudó a Los Ángeles a una edad temprana.
Ella se interesó en la actuación en 2006 cuando se incorporó a The Corsa Agency en Los Ángeles. El primer papel coprotagonista de McCormick fue en la serie de televisión 'Til Death a la edad de nueve años. En 2007, ella ganó a miles de otros niños para ser emitidos en la segunda temporada del programa de juegos Are You Smarter Than a 5th Grader?. McCormick también fue estrella invitada en la serie de Disney Channel Hannah Montana en el episodio de 2008 "Welcome to the Bungle". Ella y China Anne McClain interpretaron a niñas que solicitaban a Hannah Montana preguntas durante una entrevista. Ella también coprotagonizó junto a McClain en la película Jack and Janet Save the Planet. Sus otros créditos como actriz incluyen la película Ramona and Beezus en 2010 como Susan Kushner y la película para televisión A Nanny for Christmas en 2011.
En 2011, Sierra McCormick fue elegida para el papel de Olive, una chica con una memoria eidética, en la serie de Disney Channel A.N.T. Farm. McCormick fue elegida para el papel tras una audición en la que tan solo habló de los tigres. Dan Signer declaró: "Y como le oí hablar continuamente acerca de los tigres, pensé: 'Así es como sonaría Olive'. De acuerdo en una entrevista con McCormick, ha dicho: "conseguir el papel fue fácil porque China y yo somos amigas ya que nos conocimos al trabajar juntas con anterioridad". El 30 de noviembre de 2011, se anunció que A.N.T. Farm había sido renovada para una segunda temporada al igual que en 2012 y 2013 se anunció nuevamente para una tercera y cuarta temporada final.
A principios de abril de 2014 empezó a interpretar un nuevo rol: El espectro de una adolescente en busca de venganza por su trágico asesinato causado por bullies, "Moira", en la nueva película slasher Some Kind of Hate y ya ha sido estrenada en los cines en 2015.

## Vida personal
Actualmente vive en Los Ángeles con su hermana menor Kayla.

## Filmografía

### Series de televisión
| Año       | Título                         | Personaje        | Notas                                            |
| --------- | ------------------------------ | ---------------- | ------------------------------------------------ |
| 2007      | 'Til Death                     | Niña             | Episodio: "Summer of Love"                       |
| 2007–2009 | Curb Your Enthusiasm           | Emma             | 3 episodios                                      |
| 2008      | Boston Legal                   | Daniella         | Episodio: "Dances with Wolves"                   |
| 2008      | Supernatural                   | Lillith          | 2 episodios                                      |
| 2009      | Criminal Minds                 | Lynn Robillard   | Episodio: "Bloodline"                            |
| 2009      | Hannah Montana                 | Gillian          | Episodio: "Welcome to the Bungle"                |
| 2009      | Monk                           | Anne Marie       | Episodio: "Mr. Monk and the Dog"                 |
| 2010      | Medium                         | Allison (joven)  | Episodio: "There Will Be Blood... Type A"        |
| 2010      | CSI: Crime Scene Investigation | Gracie Layman    | Episodio: "Irradiator"                           |
| 2010      | Romantically Challenged        | Scout Thomas     | Elenco principal; 4 episodios                    |
| 2011–2014 | A.N.T. Farm                    | Olive Doyle      | Elenco principal; 62 episodios                   |
| 2011–2014 | Jessie                         | Connie Thompson  | Invitada especial (temporada 1 y 3); 3 episodios |
| 2021      | American Horror Stories        | Scarlett Winslow | Estrella invitada especial; 3 episodios          |

### Películas
| Año  | Título                         | Personaje      | Notas                  |
| ---- | ------------------------------ | -------------- | ---------------------- |
| 2009 | Jack and Janet Save the Planet | Molly          | Película de televisión |
| 2009 | Land of the Lost               | Tar Pits Kid   | Secundario             |
| 2009 | The Breakdown                  | Niñita         | Película de televisión |
| 2009 | The Dog Who Saved Christmas    | Kara Bannister | Protagonista           |
| 2010 | Ramona and Beezus              | Susan Kushner  | Protagonista           |
| 2010 | A Nanny for Christmas          | Jackie Ryland  | Película de televisión |
| 2011 | Spooky Buddies                 | Alice          | Protagonista           |
| 2013 | The Breakdown                  | Little Girl    | Película de televisión |
| 2015 | Some Kind Of Hate              | Moira          | Protagonista           |
| 2016 | Camp                           | Lily           | Película de televisión |
| 2016 | Dark Pledge                    | Sarah          | Protagonista           |
| 2019 | The Vast of Night              | Fay            | Protagonista           |
| 2021 | We Need to Do Something        | Melissa        |                        |
| 2023 | Exploited                      | Chloe          |                        |
| 2023 | Edge of everything             | Abby           |                        |

### Programas de televisión
| Año         | Título                             | Personaje    | Notas             |
| ----------- | ---------------------------------- | ------------ | ----------------- |
| 2007 — 2008 | Are You Smarter Than a 5th Grader? | Participante | Programa de juego |